# Putbergen
Putbergen är ett naturreservat i Gnesta kommun  i Södermanlands län.
Området är naturskyddat sedan 1998 och är 14 hektar stort. Reservatet består av hällmarkstallskog, barrblandskog, tallmosse och barrsumpskog och våtmark i nordväst.